# Paratubana westwoodi
Paratubana westwoodi är en insektsart som beskrevs av Victor Antoine Signoret 1853. Paratubana westwoodi ingår i släktet Paratubana och familjen dvärgstritar. Inga underarter finns listade i Catalogue of Life.